# Plaquemine
Plaquemine település az Amerikai Egyesült Államok Louisiana államában, Iberville megyében, melynek megyeszékhelye is. Lakosainak száma 6269 fő (2020. április 1.).

## Népesség
A település népességének változása:

| 2010 | 7 119 |
| 2020 | 6 269 |